# کورتنی تیلور بورنس
کورتنی تیلور بورنس (انگلیسی: Courtney Taylor Burness؛ زادهٔ ۸ اکتبر ۱۹۹۵) هنرپیشه اهل ایالات متحده آمریکا است.
وی در فیلم‌ها و مجموعه‌های تلویزیونی همچون به گفته جیم، دختران گیلمور، سرافیم فالز، هنوز وایسادیم، خز، ممنون که سیگار می‌کشید، اخطار قبلی و جیمی کیمل لایو! بوده است.